# Congregación de los Hermanos de la Vida Común
La Congregación de los Hermanos de la Vida Común (en latín: Congregatio Fratrum a Vita Communi), también conocida como Canónigos Regulares de San Agustín de la Congregación de los Hermanos de la Vida Común, es una orden religiosa católica de canónigos regulares de derecho pontificio y una de las ramas de la Orden de Canónigos Regulares de San Agustín, fundada por el religioso alemán Johannes Lehmann-Dronke en Weilheim in Oberbayern, en 1991. A los religiosos de este instituto se les conoce como hermanos de la vida común y posponen a sus nombres las siglas C.R.V.C.

## Historia
La congregación hunde sus raíces en la espiritualidad de los Hermanos de la Vida Común, quienes fueron fundados en 1381 por Florens Radewijns, pero que desaparecieron hacia el siglo XVI. La congregación actual fue fundada en el monasterio de Mariabronnen de Weilheim in Oberbayern (Baviera-Alemania) en 1991, con el fin de recuperar la espiritualidad de los antiguos hermanos de la vida común. En 1975 fueron restablecidos los hermanos, a la cabeza de Johannes Lehmann-Dronke. En 1976 fueron fundadas las hermanas por Johanna-Maria Zmudzinsk. En 1991, la rama masculina, con la aprobación pontificia del papa Juan Pablo II, se constituyó en congregación de canónigos regulares, dentro de la Confederación de San Agustín.

## Organización
La Congregación de San Víctor hace parte de la Confederación de Canónigos Regulares de San Agustín. La Orden tiene un gobierno centralizado y recae sobre un superior general, que en la actualidad sigue siendo el fundador Johannes Lehmann-Dronke.
Los hermanos de la vida común se dedican al estudio de las ciencias sagradas, a la vida contemplativa y a la solemnización de la liturgia católica. En 2017, el instituto contaba con unos 27 canónigos, de los cuales 20 eran sacerdotes, y tres monasterios, presentes únicamente en Alemania.